# Julia z Saksonii-Coburga-Saalfeld
Julia z Saksonii-Coburg-Saalfeld (niem. Juliane Henriette Ulrike von Sachsen-Coburg-Saalfeld, ur. 23 września 1781 w Koburgu, zm. 15 sierpnia 1860 w Bernie) – niemiecka księżniczka z rodu Saksonia-Coburg-Saalfeld, a od 1826 Saksonia-Coburg-Gotha.
Była córką księcia Franciszka z Saksonii-Coburg-Saalfeld i Augusty von Reuss. Julia była starszą siostrą króla Belgów Leopolda I Koburga oraz ciotką brytyjskiej królowej Wiktorii oraz Ferdynanda II, króla Portugalii.
Cesarzowa Rosji Katarzyna II wybrała ją na żonę dla swojego drugiego wnuka Wielkiego Księcia Konstantego. Julia nie miała jeszcze piętnastu lat, kiedy przyjęła imię Anna Fiodorowna i w obrządku prawosławnym wzięła ślub z Konstantym, który miał wówczas siedemnaście lat. Uroczystość odbyła się 26 lutego 1796 roku w Sankt Petersburgu. Caryca Katarzyna zmarła dziewięć miesięcy później, 6 listopada.
Małżeństwo Julii okazało się zupełnie nieudane. Konstanty sprawił, że jego młoda żona czuła się bardzo nieszczęśliwa. Po trzech latach małżeństwa Julia opuściła męża i wróciła do Koburga. Wkrótce jednak wróciła do Rosji i próbowała pogodzić się z Konstantym.
28 października 1808 roku Julia urodziła nieślubnego syna Edwarda Edgara Schmidta-Löwego. Ojcem był prawdopodobnie Jules Gabriel Emile de Seigneux, francuski arystokrata.
Później Anna Fiodorowna przeprowadziła się do szwajcarskiego Berna, gdzie urodziła drugie nieślubne dziecko. Luisa Hilda Agnes przyszła na świat w 1812 roku. Jej ojcem był Rudolf Abraham de Schiferli, szwajcarski chirurg.
Dwa lata później, w 1814, Konstanty próbował sprowadzić żonę do siebie, co okazało się niepowodzeniem. W końcu, 20 marca 1820 roku, po dziewiętnastu latach separacji, małżeństwo Anny Fiodorownej i Konstantego zostało formalnie anulowane. Małżeństwo Julii trwało 24 lata.